# Ljungåsen
Ljungåsen är ett naturreservat i Västerviks kommun i Kalmar län.
Området är naturskyddat sedan 1960 och är 5 hektar stort. Reservatet består av klapperstensfält med några få tallar på ombildade rullstensåsen.